# Беляковско плато
Беляковското плато е платовидна област в Северна България, Средния Предбалкан, област Велико Търново, част от Търновските височини.
Беляковското плато се простира в западната част на Търновските височини, на запад от Търновския пролом на река Янтра. Източните му склонове обърнати към долината на Янтра и северните – към долината на река Росица са стръмни, на места отвесни, увенчани със скални венци. На юг към долината на река Янтра склоновете му не са така стръмни и по тях са разположени голяма част от новите квартали на град Велико Търново. На запад се спуска полегато към хълмистата западна част на Търновските височини. По северното му подножие преминава условната граница между Средната Дунавска равнина и Средния Предбалкан.
Дължината му от север на юг е 7 – 8 km, а ширината – до 4 km. Най-високата му точка (408,9 m) се намира в средната му част, на около 400 m източно от село Беляковец. Средната му надморска височина е 300 – 400 m и е наклонено на югозапад. Изградено е от дебелослойни, слабо огънати долнокредни варовици с карстови форми (пещери, кари, понори). Склоновете му частично са обрасли с дъбово-габърови гори, а по билото му има пасища и обработваеми земи.
В средата на платото е разположено село Беляковец, а по периферията му – град Велико Търново (на юг) и село Самоводене (на север).
По източното му подножие, на протежение от 9,3 km от село Самоводене до Велико Търново преминава участък от първокласния Републикански път I-5 от Държавната пътна мрежа Русе – Стара Загора – ГКПП „Маказа“.
В източното му подножие е разположен Преображенския манастир.

## Топографска карта
- Лист от карта K-35-28. Мащаб: 1 : 100 000.